# 珀恩巴赫
珀恩巴赫是德国巴伐利亚州的一个市镇。总面积22.63平方公里，总人口2085人，其中男性1056人，女性1029人（2011年12月31日），人口密度92人/平方公里。